# O Regueiro (Río)
O Regueiro es una aldea actualmente despoblada, situada en la parroquia de Castrelo, del municipio español de Río, en la provincia de Orense, Galicia.

## Demografía
| Gráfica de evolución demográfica de O Regueiro entre 2000 y 2023 |
|                                                                  |
| Datos según el nomenclátor publicado por el INE.                 |